# Robert Eklundh
Robert Vilhelm Alexander Magnus Eklundh (i riksdagen kallad Eklundh i Lund), född den 27 juni 1850 i Nöbbele, Kronobergs län, död den 28 mars 1931 i Lund, var en svensk jurist, universitetstjänsteman, kommunal- och riksdagsman.
Eklundh avlade 1875 hovrättsexamen i Lund, tjänstgjorde under Hovrätten över Skåne och Blekinge med mera, blev 1878 vice häradshövding och var 1881–1889 stadsfogde i Lund samt 1889–1917 räntmästare vid Lunds universitet. 
Eklundh tog verksam del i det kommunala livet bland annat som ledamot av Lunds stadsfullmäktige 1891–1910 (från 1903 ordförande) och av Malmöhus läns landsting 1896–1920 (ordförande i dess förvaltningsutskott 1906–1921) samt hade många förtroendeuppdrag hos institutioner och enskilda företag. Åren 1894–1902 var han ledamot (högerman) av andra kammaren för Lunds stad och hade sedan 1897 plats i bankoutskottet. Åren 1915, 1918 och 1920 var han ledamot av kyrkomötet.
Robert Eklundh jordfästes i Lunds domkyrka och är begravd på Norra kyrkogården i Lund.